# Chapelle Sainte-Reine de Virargues
Pour les articles homonymes, voir Église Sainte-Reine.
La chapelle Sainte-Reine est située à Virargues dans le Cantal.

## Histoire
La chapelle actuelle a été bâtie en 1850 à côté d'une source qui aurait des vertus miraculeuses pour les yeux. Un pèlerinage y est organisé chaque année en septembre. Des vols successifs à la fin du XXe siècle ont privé d'une part la source de sa statue et d'autre part l'église d'une partie de son contenu,.